# Conogethes punctiferalis
Conogethes punctiferalis là một loài bướm đêm thuộc họ Crambidae. Nó được tìm thấy ở Ấn Độ và Pakistan xuyên suốt từ Đông Nam Á tới Úc.
Sải cánh dài 14–20 mm. Con trưởng thành màu vàng.
Ấu trùng ăn một loạt các loài thực vật, bao gồm Zea mays, Livistona humilis, Helianthus annuus, Durio zibethinus, Carica papaya, Ricinus communis, Planchonia careya, Sorghum bicolor, Macadamia integrifolia, Prunus persica, Citrus limon, Nephelium lappaceum, Solanum melongena, Brachychiton acerifolium và Elettaria cardamomum.

## Hình ảnh

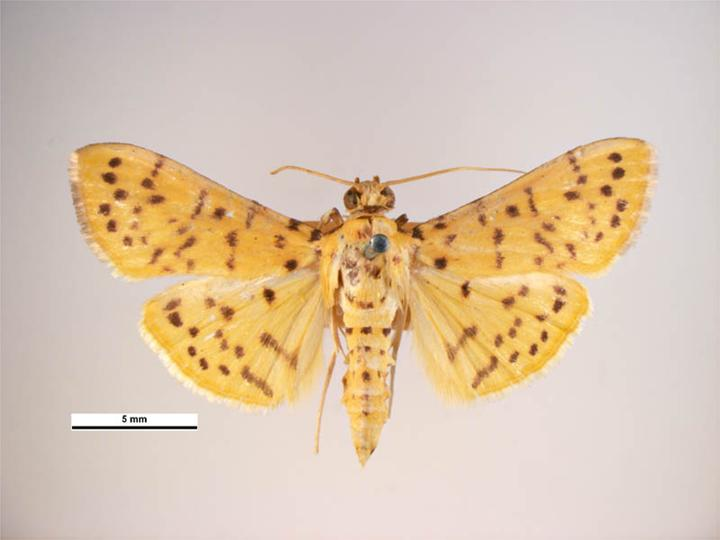
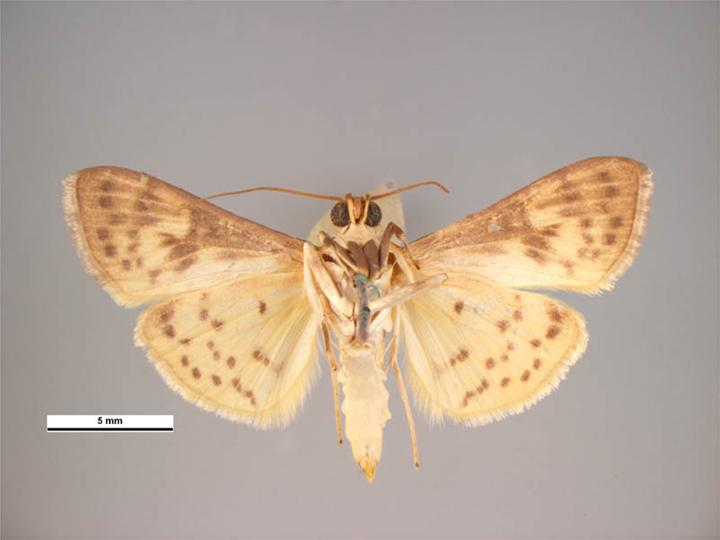